# Delta12-acido grasso deidrogenasi
La DELTA12-acido grasso deidrogenasi è un enzima appartenente alla classe delle ossidoreduttasi, che catalizza la seguente reazione:
linoleato + AH2 + O2 ⇄ crepeninato + A + H2O
L'enzima contiene un ferro non eme. 